# Augenblicke: Gesichter einer Reise
Augenblicke: Gesichter einer Reise (Originaltitel: Visages Villages) ist ein französischer Dokumentarfilm von Streetart-Künstler JR und Filmemacherin Agnès Varda, der am 19. Mai 2017 im Rahmen der Filmfestspiele von Cannes seine Premiere feierte. Der Film erhielt 2018 eine Oscar-Nominierung in der Kategorie Bester Dokumentarfilm.

## Handlung / Inhalt
Im Film macht sich die Filmemacherin Agnès Varda gemeinsam mit dem Fotografen und Streetart-Künstler JR (* 1983) in einem Fotomobil auf eine Reise durch das ländliche Frankreich. Beide teilen die Leidenschaft für die Fotografie und für besondere Orte. Sie besuchen die unterschiedlichsten Menschen und entdecken ihre Geschichten, die sie in überlebensgroßen Porträts an Fassaden, Zügen und Containern verewigen. Der Film erzählt zudem die Geschichte ihrer unwahrscheinlichen Freundschaft, die während der Dreharbeiten zu ihrer eigenen Überraschung entstand.

## Produktion
„Indem wir die Porträts vergrößern, machen wir kleine Momente groß, und zwar im Leben von Leuten, die nicht im Scheinwerferlicht stehen.“

Der Film wurde unter anderem von ARTE France Cinéma produziert. Regie führten der Fotograf JR und Agnès Varda, die sich im Film auf eine gemeinsam Reise begeben. „Der Zufall war immer mein bester Ratgeber“, erklärt die Regisseurin, die ihrerseits als Fotografin zum Film fand, ihrem jungen Kollegen JR. Die Modelle fanden sie am Wegesrand, so eine tierliebende Ziegen-Bäuerin oder die letzte Bewohnerin einer Abbruchsiedlung, die partout nicht ausziehen will.
Eine Hauptrolle im Film spiele auch JRs Transporter, ein mobiler Sofortbildautomat, der Fotos in riesige Schwarzweiß-Plakate verwandelt, so Hilka Sinnig von ttt – titel, thesen, temperamente: „Damit geht es über die Dörfer. Die meisten Menschen, die JR anspricht, lassen sich gerne fotografieren. Vardas Team dokumentiert die Aktionen.“ JR und seine Leute machten so die ganze Siedlung zu einer Art Bühne, erklärt Sinnig. „Indem wir die Porträts vergrößern, machen wir kleine Momente groß, und zwar im Leben von Leuten, die nicht im Scheinwerferlicht stehen“, sagte JR. „Jeder im Dorf kennt sie, aber man betrachtet sie auf einmal mit anderen Augen. Man spricht über ihr Bild. Und darum geht es im Film. Darum geht es in der Kunst.“ Gerhard Midding von Zeit Online erklärt, dadurch, dass sie die Aufnahmen nicht nur auf Ruinen, Frachtcontainer oder Züge klebten, sondern auch auf Häuser, tragen diese für kurze Zeit das Gesicht ihrer Bewohner und unterstreichen damit die Bindung, die zwischen beiden besteht. Jörg Taszman von Deutschlandfunk Kultur merkt an, der französische Originaltitel Visages Villages sei daher nicht nur präziser, sondern auch poetischer, da es im Film um Gesichter in Dörfern ginge.
Der Film feierte am 19. Mai 2017 im Rahmen der Filmfestspiele von Cannes seine Premiere und kam am 28. Juni 2017 in die französischen Kinos. Anfang September 2017 erfolgte eine Vorstellung beim Telluride Film Festival, Ende des gleichen Monats wurde der Film beim San Sebastián International Film Festival vorgestellt und im Oktober 2017 beim London Film Festival gezeigt. Am 6. Oktober 2017 kam der Film in ausgewählte US-amerikanische und am 31. Mai 2018 in die deutschen Kinos.

## Rezeption

### Kritiken
Der Film konnte bislang 99 Prozent der Kritiker bei Rotten Tomatoes überzeugen und erhielt hierbei eine durchschnittliche Bewertung von durchschnittlich 8,8 der möglichen 10 Punkte.
Hilka Sinnig von ttt – titel, thesen, temperamente meint, Augenblicke: Gesichter einer Reise sei nicht nur ein Film über den Charme der unscheinbaren Orte und der kleinen Leute. Er sei auch die Geschichte einer anrührenden Beziehung von zwei Künstlern, die ein Altersunterschied von einem halben Jahrhundert trennt und die doch eine gemeinsame Sprache finden.
Philipp Holstein von RP Online erklärt, das andere große Thema dieses Films sei die Vergänglichkeit. So werde der Film auch zu einem Speichermedium und zu einer Bild-Biografie über Agnès Varda, die schlecht sieht, sich nur mit Mühe bewegen kann und viel vergisst. Vergangenheit und Gegenwart verschwimmen, so Holstein weiter: „Man sieht Fotos, die Varda von Jean-Luc Godard gemacht hat. Man hört Geschichten über die Villa in Nizza, die Varda in einem Sommer vor langer Zeit gemeinsam mit dem befreundeten Paar Godard und Anna Karina sowie ihrem Ehemann Jacques Demy gemietet hatte.“
Jörg Taszman von Deutschlandfunk Kultur resümiert in seiner Kritik: „Ein wunderbarer Film, der Menschen und Generationen verbindet.“

### Auszeichnungen (Auswahl)
Die folgende Auflistung enthält eine Auswahl der bekanntesten Preisverleihungen.
Academy Award 2018
- Nominierung als Bester Dokumentarfilm (Agnès Varda, JR und Rosalie Varda)

César 2018
- Nominierung als Bester Dokumentarfilm (JR und Agnès Varda)
- Nominierung für die Beste Filmmusik (Matthieu Chedid)

Critics’ Choice Documentary Awards 2017
- Nominierung als Bester Dokumentarfilm (JR und Agnès Varda)
- Nominierung für die Beste Regie (JR und Agnès Varda)[13]

Independent Spirit Awards 2018
- Auszeichnung als Bester Dokumentarfilm (JR und Agnès Varda)[14]

International Documentary Association Awards 2017
- Nominierung als Bester Dokumentarfilm (JR und Agnès Varda)[15]

Internationale Filmfestspiele von Cannes 2017
- Auszeichnung mit dem L’Œil d’or (JR und Agnès Varda)
- Auszeichnung mit der Palme de Whiskers (Mimi)

Los Angeles Film Critics Association Awards 2017
- Auszeichnung als Bester Dokumentarfilm[16]

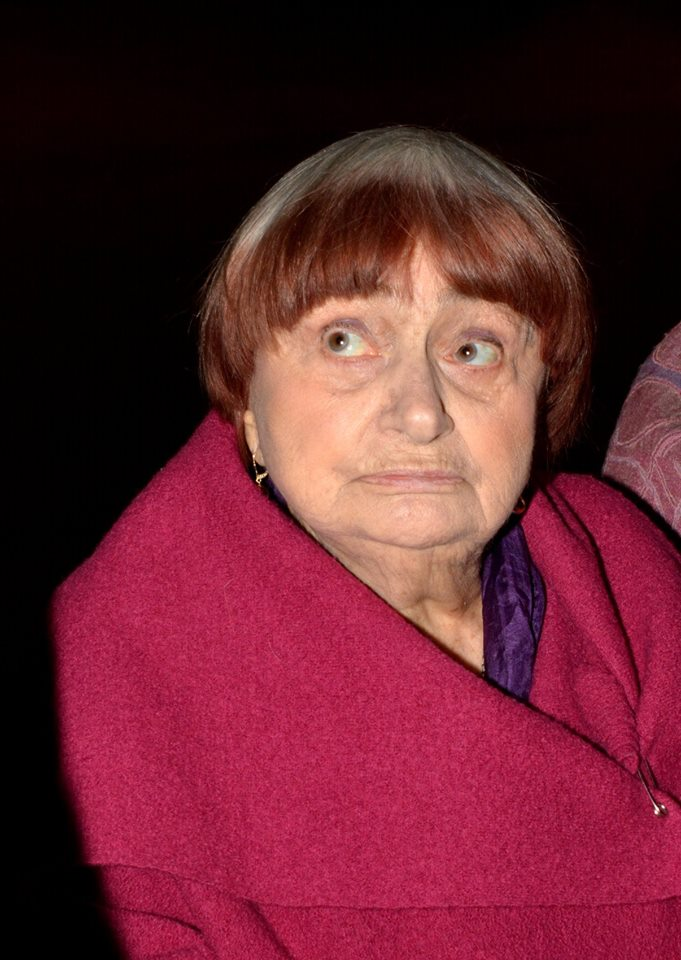
Agnès Varda beim Prix Lumières 2018

National Board of Review Awards 2017
- Aufnahme in die Top 5 Documentaries[17]

National Society of Film Critics Awards 2018
- Auszeichnung als Bester nichtfiktionaler Film
- Runner-up in der Kategorie Bester fremdsprachiger Film[18]

New York Film Critics Circle Awards 2017
- Auszeichnung als Bester Dokumentarfilm (JR und Agnès Varda)[19]

Prix Lumières 2018
- Auszeichnung als Bester Dokumentarfilm (JR und Agnès Varda)[20]

Toronto International Film Festival 2017
- Auszeichnung mit dem Publikumspreis in der Sektion Documentary (Agnès Varda und JR)[21]